# Agesímbroto
Agesímbroto (em grego clássico: Ἀγεσίμβροτος) foi um comandante da frota de Rodes, composta por vinte navios adornados, durante a Segunda Guerra Macedônica, e navegou contra Filipe da Macedônia de 200 a 197 a.C. A frota de Agesímbroto se reuniu com os 24 quinquerremes de Átalo I perto de Andros, e os dois partiram para Eubeia e devastaram as terras pertencentes a Caristo. Quando aquela cidade recebeu reforços de Cálcis, as frotas foram desviadas para Erétria, em vez de enfrentar um inimigo mais preparado. Lá eles se uniram à frota do almirante romano Lúcio Quíncio Flaminino, e os três sitiaram pesadamente Erétria, que se rendeu após um ataque noturno de Quíncio. Os três comandantes navegaram de volta a Caristo, que evacuou para a cidadela da cidade com a aproximação de uma frota desse tipo e enviou embaixadores para implorar proteção contra Quíncio. As pessoas da cidade foram libertadas e a guarnição da Macedônia foi resgatada e deportada, desarmada, para a Beócia.
Agesímbroto também foi um dos membros do partido diplomático que acompanhou o cônsul romano Tito Quíncio Flaminino (irmão de Lúcio) em seu encontro com Filipe em uma costa marítima no Golfo de Mália, perto de Nicéia.